# Hiparco de Atenas
Hiparco (en griego antiguo: Ἱππάρχος; Atenas, f. 514 a. C.) fue uno de los Pisistrátidas
Hijo menor de Pisístrato, Hiparco subió al poder junto con su hermano Hipias tras el fallecimiento del padre. Poco se sabe de la vida de Hiparco, pero según Tucídides, el verdadero poder lo sustentaba su hermano Hipias. Mecenas de los artistas, Hiparco protegió a los poetas Simónides de Ceos, Laso de Hermíone y Anacreonte, hizo construir una importante biblioteca, apoyó los cultos mistéricos de Eleusis, y mandó recopilar los poemas de Homero.
En 514 a. C., fue asesinado por los tiranicidas Harmodio y Aristogitón. Según Heródoto y Tucidides, Harmodio habría rechazado las propuestas amorosas de Hiparco. Otras fuentes señalan que Hiparco impidió que la hermana de Harmodio participara en la procesión de las canéforas en las Panateneas, insinuando que no era virgen. Furioso, Harmodio, planeó la conjura contra Hiparco e Hipias, conjura que acabaría con la vida de Hiparco que fue apuñalado durante las Panateneas.